# Repinaldo Septiembre
Repinaldo Septiembre es el nombre de una variedad cultivar de manzano (Malus domestica). Esta manzana es originaria de Galicia, está cultivada en la colección de árboles frutales y banco de germoplasma de Mabegondo con el Nº 114; ejemplares procedentes de esquejes localizados en San Cosme de Nogueirosa, parroquia del municipio de Puentedeume (La Coruña).

## Sinónimos
- "Manzana Repinaldo Septiembre",[4][5]
- "Maceira Repinaldo Septiembre".

## Características
El manzano de la variedad 'Repinaldo Septiembre' tiene un vigor vigoroso. Tamaño grande y porte erguido.
Época de inicio de brotación a partir del 18 de abril y de floración a partir del 17 de mayo.
Las hojas tienen una longitud del limbo de tamaño corto, con la máxima anchura del limbo es estrecha. Longitud de las estípulas es media y la máxima anchura de las estípulas es estrecha. Denticulación del borde del limbo es serrado, con la forma del ápice del limbo mucronado y la forma de la base del limbo es obtuso. Con subestípulas presentes.
Sus flores tienen una longitud de los pétalos media, anchura de los pétalos es media, disposición de los pétalos libres
entre sí, con una longitud del pedúnculo larga.
La variedad de manzana 'Repinaldo Septiembre' tiene un fruto de tamaño pequeño, de forma oblongo-cónica, de color amarillo, con chapa lavada, e intensidad pálida. Epidermis de textura suave, con pruina en su superficie y con presencia de cera media. Sensibilidad al "russeting" (pardeamiento áspero superficial que presentan algunas variedades) muy poco sensible. Con lenticelas de tamaño mediano.
Los sépalos están dispuestos de forma parcialmente replegados, y superpuestos en su base en su base; su fosa calicina es poco profunda y de una anchura estrecha. Pedúnculo de grosor estrecho y de longitud corto, siendo la cavidad peduncular de una profundidad media y de anchura estrecha. Con pulpa de color crema, cuya firmeza es firme y su textura intermedia; su jugosidad es intermedia, con sabor de acidez débil, y poco aromática.
Época de maduración y recolección desde 16 de septiembre. 'Repinaldo Septiembre' es una manzana que su destino es la conservación de esta variedad en el banco de germoplasma de Mabegondo como reserva genética.

## Susceptibilidades
- Oidio: ataque medio
- Moteado: no presenta
- Raíces aéreas: no presenta
- Momificado: no presenta
- Pulgón lanígero: ataque débil
- Pulgón verde: ataque débil
- Araña roja: no presenta
- Chancro del manzano: no presenta.[3]